# Saison 1953-1954 des Celtics de Boston
La saison 1953-1954 des Celtics de Boston est la 8e saison de la franchise américaine de la National Basketball Association (NBA).

## Draft
| Tour | Rang | Joueur           | Position | Nationalité | Provenance |
| ---- | ---- | ---------------- | -------- | ----------- | ---------- |
| 1    | 5    | Frank Ramsey     | G/F      | États-Unis  | Kentucky   |
| 2    | 12   | Chet Noe         | F/C      | États-Unis  | Oregon     |
| 3    | 21   | Cliff Hagan      | G/F      | États-Unis  | Kentucky   |
| 7    | 57   | Lou Tsioropoulos | F        | États-Unis  | Kentucky   |

## Classement de la saison régulière
| Division Est             | V  | D  | PCT  | GB |
| ------------------------ | -- | -- | ---- | -- |
| Knicks de New York       | 44 | 28 | .611 | -  |
| Nationals de Syracuse    | 42 | 30 | .583 | 2  |
| Celtics de Boston        | 42 | 30 | .583 | 2  |
| Warriors de Philadelphie | 29 | 43 | .403 | 15 |
| Bullets de Baltimore     | 16 | 56 | .222 | 28 |

## Playoffs

### Demi-finale de Division Est
| Équipe                | V | D |
| --------------------- | - | - |
| Nationals de Syracuse | 4 | 0 |
| Celtics de Boston     | 2 | 2 |
| Knicks de New York    | 0 | 4 |

### Finale de Division Est
Nationals de Syracuse vs. Celtics de Boston : Boston s'incline dans la série 2-0
- Game 1 @ Syracuse : Syracuse 109-94 Boston
- Game 2 @ Boston : Syracuse 83-76 Boston

## Effectif
| Numéro | Joueur          | Position | Provenance     |
| ------ | --------------- | -------- | -------------- |
| 11     | Chuck Cooper    | SF       | Duquesne       |
| 12     | Bob Donham      | SG       | Ohio State     |
| 13     | Bob Harris (en) | SF       | Oklahoma State |
| 14     | Bob Cousy       | PG       | Holy Cross     |
| 15     | Ed Mikan        | C        | DePaul         |
| 16     | Jack Nichols    | PF       | Washington     |
| 17     | Don Barksdale   | PF       | UCLA           |
| 18     | Bob Brannum     | PF       | Michigan State |
| 21     | Bill Sharman    | SG       | USC            |
| 22     | Ed Macauley     | C        | Saint Louis    |
| 23     | Ernie Barrett   | SG       | Kansas State   |

## Statistiques

### Saison régulière
| Joueur          | Matchs | Min/m. | % Tir | % LF | Rbds/m. | Pass/m. | Pts/m. |
| --------------- | ------ | ------ | ----- | ---- | ------- | ------- | ------ |
| Don Barksdale   | 63     | 21.6   | .376  | .662 | 5.5     | 1.9     | 7.3    |
| Ernie Barrett   | 59     | 10.9   | .314  | .560 | 1.7     | 0.9     | 2.3    |
| Bob Brannum     | 71     | 24.4   | .309  | .626 | 7.2     | 2.0     | 5.8    |
| Chuck Cooper    | 70     | 15.7   | .299  | .672 | 4.3     | 1.1     | 3.3    |
| Bob Cousy       | 72     | 39.7   | .385  | .787 | 5.5     | 7.2     | 19.2   |
| Bob Donham      | 68     | 21.3   | .448  | .554 | 3.9     | 2.7     | 5.9    |
| Bob Harris (en) | 71     | 26.7   | .381  | .628 | 7.3     | 1.3     | 5.9    |
| Ed Macauley     | 71     | 39.3   | .486  | .758 | 8.0     | 3.8     | 18.9   |
| Ed Mikan        | 9      | 7.9    | .333  | .556 | 2.2     | 0.3     | 2.3    |
| Jack Nichols    | 60     | 20.9   | .345  | .759 |         | 1.4     | 5.9    |
| Bill Sharman    | 72     | 34.3   | .450  | .844 | 3.5     | 3.2     | 16.0   |

### Playoffs
| Joueur          | Matchs | Min/m. | % Tir | % LF  | Rbds/m. | Pass/m. | Pts/m. |
| --------------- | ------ | ------ | ----- | ----- | ------- | ------- | ------ |
| Don Barksdale   | 6      | 17.7   | .306  | .727  | 4.5     | 1.2     | 5.0    |
| Ernie Barrett   | 6      | 10.5   | .150  | 1.000 | 1.0     | 0.7     | 1.3    |
| Bob Brannum     | 6      | 22.7   | .289  | .545  | 7.5     | 1.7     | 4.7    |
| Chuck Cooper    | 6      | 18.0   | .500  | .727  | 5.2     | 0.7     | 4.0    |
| Bob Cousy       | 6      | 43.3   | .284  | .800  | 5.3     | 6.3     | 21.0   |
| Bob Donham      | 6      | 16.3   | .467  | .316  | 2.0     | 1.0     | 3.3    |
| Bob Harris (en) | 6      | 25.0   | .640  | .696  | 5.8     | 0.5     | 8.0    |
| Ed Macauley     | 5      | 25.4   | .364  | .692  | 4.2     | 4.2     | 5.0    |
| Jack Nichols    | 6      | 35.2   | .486  | .789  | 10.3    | 5.2     | 16.7   |
| Bill Sharman    | 6      | 34.3   | .432  | .860  | 4.2     | 1.7     | 18.8   |

## Récompenses
- Bob Cousy, All-NBA First Team
- Ed Macauley, All-NBA Second Team